# Girolamo Farnese
Girolamo Farnese (Latera, 3 settembre 1599 – Roma, 18 febbraio 1668) è stato un cardinale italiano, duca di Latera.

## Biografia
Nacque a Latera, figlio del duca di Latera e Farnese Mario I Farnese e di Camilla Meli Lupi. Ebbe modo di studiare all'Università di Parma sotto la protezione di Ranuccio I Farnese e, durante il pontificato di Paolo V, entrò nella Curia romana dove ebbe incarichi minori.
L'11 luglio 1639 fu nominato arcivescovo titolare di Patrasso; ricevette la consacrazione episcopale il 26 luglio dello stesso anno dal vescovo Giovanni Battista Scanaroli. Dal 1639 al 1643 fu nunzio apostolico in Svizzera, dopodiché tornò a Roma come segretario della Congregazione per i Vescovi e i Regolari. Nel 1650 fu nominato governatore di Roma e nel 1655 prefetto del Palazzo Apostolico e governatore di Castel Gandolfo.
Nel concistoro del 9 aprile 1657 papa Alessandro VII lo creò cardinale in pectore. Fu pubblicato il 29 aprile 1658 e il 6 maggio dello stesso anno ricevette il titolo di Sant'Agnese fuori le mura. Fu legato a Bologna dal 1658 al 1662.
Nel 1662, dopo la morte del fratello Pietro, divenne duca di Latera. Emanò molti decreti (nel linguaggio tecnico medievale-moderno si parla di ordinanze) a favore della popolazione laterese, tanto che quando morì, nel 1668, la comunità di Latera gli organizzò un fastosissimo funerale, e giurò eterna fedeltà ai Farnese, "Vassalli di Cristo". Fu l'ultimo duca di Latera e Farnese. 
Partecipò al conclave del 1667, che elesse papa Clemente IX.
Morì a Roma e fu sepolto nella chiesa del Gesù.

## Genealogia episcopale e successione apostolica
La genealogia episcopale è:
- Cardinale Scipione Rebiba
- Cardinale Giulio Antonio Santori
- Cardinale Girolamo Bernerio, O.P.
- Arcivescovo Galeazzo Sanvitale
- Cardinale Ludovico Ludovisi
- Cardinale Luigi Caetani
- Vescovo Giovanni Battista Scanaroli
- Cardinale Girolamo Farnese

La successione apostolica è:
- Cardinale Giannicolò Conti (1666)

## Ascendenza
|                                                |                                               |                                                         | Genitori                                               |  |  | Nonni |  |  | Bisnonni                             |  |  | Trisnonni                                     |  |
|                                                |                                               |                                                         |                                                        |  |  |       |  |  | Galeazzo I Farnese, I duca di Latera |  |  | Pier Bertoldo I Farnese, II signore di Latera |  |
|                                                |                                               |                                                         |                                                        |  |  |       |  |  | Galeazzo I Farnese, I duca di Latera |  |  | Pier Bertoldo I Farnese, II signore di Latera |  |
|                                                |                                               | Battistina dell'Anguillara                              |                                                        |  |  |       |  |  | Galeazzo I Farnese, I duca di Latera |  |  |                                               |  |
| Pier Bertoldo II Farnese, II duca di Latera    |                                               |                                                         |                                                        |  |  |       |  |  | Galeazzo I Farnese, I duca di Latera |  |  |                                               |  |
|                                                |                                               | Isabella dell'Anguillara                                | Giuliano dell'Anguillara, signore di Stabbia e Calcata |  |  |       |  |  |                                      |  |  |                                               |  |
|                                                |                                               | Isabella dell'Anguillara                                | Giuliano dell'Anguillara, signore di Stabbia e Calcata |  |  |       |  |  |                                      |  |  |                                               |  |
|                                                |                                               | Isabella dell'Anguillara                                | Gerolama Farnese                                       |  |  |       |  |  |                                      |  |  |                                               |  |
| Mario I Farnese, V duca di Latera              |                                               | Isabella dell'Anguillara                                |                                                        |  |  |       |  |  |                                      |  |  |                                               |  |
|                                                |                                               | Giannantonio Donato Acquaviva d'Aragona, IX duca d'Atri | Andrea Matteo III Acquaviva, VIII duca d'Atri          |  |  |       |  |  |                                      |  |  |                                               |  |
|                                                |                                               | Giannantonio Donato Acquaviva d'Aragona, IX duca d'Atri | Andrea Matteo III Acquaviva, VIII duca d'Atri          |  |  |       |  |  |                                      |  |  |                                               |  |
|                                                |                                               | Giannantonio Donato Acquaviva d'Aragona, IX duca d'Atri | Isabella Todeschini Piccolomini d'Aragona              |  |  |       |  |  |                                      |  |  |                                               |  |
| Giulia Acquaviva d'Aragona                     |                                               | Giannantonio Donato Acquaviva d'Aragona, IX duca d'Atri |                                                        |  |  |       |  |  |                                      |  |  |                                               |  |
|                                                |                                               | Isabella Spinelli                                       | Giovanni Battista Spinelli, I duca di Castrovillari    |  |  |       |  |  |                                      |  |  |                                               |  |
|                                                |                                               | Isabella Spinelli                                       | Giovanni Battista Spinelli, I duca di Castrovillari    |  |  |       |  |  |                                      |  |  |                                               |  |
|                                                |                                               | Isabella Spinelli                                       | Livia Caracciolo                                       |  |  |       |  |  |                                      |  |  |                                               |  |
| Girolamo Farnese                               |                                               | Isabella Spinelli                                       |                                                        |  |  |       |  |  |                                      |  |  |                                               |  |
|                                                | Diofebo II Meli Lupi, III marchese di Soragna | Giampaolo I Meli Lupi, II marchese di Soragna           |                                                        |  |  |       |  |  |                                      |  |  |                                               |  |
|                                                | Diofebo II Meli Lupi, III marchese di Soragna | Giampaolo I Meli Lupi, II marchese di Soragna           |                                                        |  |  |       |  |  |                                      |  |  |                                               |  |
|                                                | Diofebo II Meli Lupi, III marchese di Soragna | Isabella Trivulzio                                      |                                                        |  |  |       |  |  |                                      |  |  |                                               |  |
| Giampaolo II Meli Lupi, IV marchese di Soragna | Diofebo II Meli Lupi, III marchese di Soragna |                                                         |                                                        |  |  |       |  |  |                                      |  |  |                                               |  |
|                                                |                                               | Cassandra Marinoni                                      | Gerolamo Marinoni                                      |  |  |       |  |  |                                      |  |  |                                               |  |
|                                                |                                               | Cassandra Marinoni                                      | Gerolamo Marinoni                                      |  |  |       |  |  |                                      |  |  |                                               |  |
|                                                |                                               | Cassandra Marinoni                                      | Ippolita Stampa                                        |  |  |       |  |  |                                      |  |  |                                               |  |
| Camilla Meli Lupi                              |                                               | Cassandra Marinoni                                      |                                                        |  |  |       |  |  |                                      |  |  |                                               |  |
|                                                |                                               | Girolamo Pallavicino, IV marchese di Cortemaggiore      | Gaspare Pallavicino, III marchese di Cortemaggiore     |  |  |       |  |  |                                      |  |  |                                               |  |
|                                                |                                               | Girolamo Pallavicino, IV marchese di Cortemaggiore      | Gaspare Pallavicino, III marchese di Cortemaggiore     |  |  |       |  |  |                                      |  |  |                                               |  |
|                                                |                                               | Girolamo Pallavicino, IV marchese di Cortemaggiore      | Lodovica Trivulzio                                     |  |  |       |  |  |                                      |  |  |                                               |  |
| Isabella Pallavicino                           |                                               | Girolamo Pallavicino, IV marchese di Cortemaggiore      |                                                        |  |  |       |  |  |                                      |  |  |                                               |  |
|                                                |                                               | Camilla Pallavicino                                     | Ottaviano Pallavicino, VI marchese di Busseto          |  |  |       |  |  |                                      |  |  |                                               |  |
|                                                |                                               | Camilla Pallavicino                                     | Ottaviano Pallavicino, VI marchese di Busseto          |  |  |       |  |  |                                      |  |  |                                               |  |
|                                                |                                               | Camilla Pallavicino                                     | Battistina Appiani                                     |  |  |       |  |  |                                      |  |  |                                               |  |
|                                                |                                               | Camilla Pallavicino                                     |                                                        |  |  |       |  |  |                                      |  |  |                                               |  |